# 星座愛情魔羯女
《星座愛情魔羯女》（英語：Capricorn），
2015年臺灣偶像劇。本劇為《星座愛情系列》第五部曲。由朱芯儀、謝祖武、李至正、王承嫣領銜主演。

民視於2015年11月15日起每週日晚上10點首播，民視於2016年1月3日播出最終回，全劇共8集。接檔《星座愛情水瓶女》。

## 劇情大綱
家宜（朱芯儀 飾）在事業上是100分的勝女，她想嫁的男人也必須100分，因此，一直到三十五歲還是一個「大齡剩女」，其實，家宜原本有一個交往八年的男友鍾鳴（謝祖武 飾），但是，鍾鳴卻被公司外派到北京分公司，而家宜在鍾鳴外派北京之前，希望鍾鳴可以給她一個攜手共度一生的承諾，但一心鍾情於事業的鍾鳴卻拒絕了家宜，兩人因此走上分手之途。
家宜知道以自己的大齡年紀，已經沒有蹉跎的本錢，因此，在整理好自己的心情之後，開始積極地幫自己安排相親，她的朋友就好奇地問她，以她的條件，為什麼要相親？她則有感而發地答說：「現在相親還可以挑剔對象，但再過三年就是別人挑我了！」當家宜相親到第六十二號相親對象，她的「真命天子」終於出現，因為，第六十二號相親對象呂士傑（李至正 飾）不論長相、品味甚至是身材都符合家宜的擇偶標準，然而，身為魔羯女的家宜，擇偶一向很理性，對的時間遇見對的人，就不會輕易放手……
「愛情來了，過去為什麼也回來了？」正當家宜跟士傑訂婚之後，鍾鳴卻從北京調回台灣，並且向家宜說：「他到現在還是忘不了她！」
而這個時候，士傑那個過世的前女友的妹妹徐佩文（王丞嫣 飾）扮演起亂入士傑和家宜之間的「小三」角色，因為，佩文從姊姊過世之後，就一直暗戀著士傑，但士傑卻始終將她當成妹妹來看待，但佩文卻跟士傑說：「她想當的不只是妹妹……」
「約定好的幸福，到底能不能成真？」家宜最後會選擇新歡士傑？還是舊愛鍾鳴？被士傑一直當成妹妹的佩文，會如何使壞破壞他跟家宜的幸福？
「結婚計劃一再趕不上變化」《勝女的待嫁》就在準備跟士傑結婚的家宜，在面臨舊愛鍾鳴，以及想介入她跟士傑感情的佩文的變數之下，拉開序幕……

## 勝女語錄
| 條目   | 內容                              |
| 第一條 | 新時代女性，誓不當魯蛇。          |
| 第二條 | 有我在的地方，就是全世界!         |
| 第三條 | 屬於我的，必須永遠是我的!         |
| 第四條 | 我想要幸福，就一定會幸福!         |
| 第五條 | 有機會搶第一，絕不當老二!         |
| 第六條 | 我活著的唯一目標，就是什麼都要贏! |

## 播出時間

### 首播
| 頻道         | 所在地 | 播映日期       | 播出時間               |
| ------------ | ------ | -------------- | ---------------------- |
| 民視無線台   | 臺灣   | 2015年11月15日 | 每週日 22:00-23:30     |
| 四季線上影視 | 臺灣   | 2015年11月15日 | 每週日 22:00-23:30     |
| WINHD戲劇台  | 臺灣   | 2015年11月15日 | 每週日 22:00-23:30     |
| LiTV線上影視 | 臺灣   | 2015年11月17日 | 每週二中午 12:00       |
| 龍華偶像台   | 臺灣   | 2015年11月22日 | 每週日 20:30-21:55     |
| Now觀星台    | 香港   | 2016年11月24日 | 每週一至五 20:30-22:00 |

### 重播
| 頻道        | 所在地 | 播映日期       | 播出時間           |
| ----------- | ------ | -------------- | ------------------ |
| 民視無線台  | 臺灣   | 2015年11月26日 | 每週四 22:30-24:00 |
| WINHD戲劇台 | 臺灣   | 2015年11月22日 | 每週日 10:00-11:30 |
| 龍華偶像台  | 臺灣   | 2015年11月28日 | 每週六 06:30-08:00 |
| 龍華偶像台  | 臺灣   | 2015年11月28日 | 每週六 14:30-16:00 |

## 演員列表

### 主要演員
| 演員   | 角色   | 介紹\| |
| 朱芯儀 | 林家宜 | 35歲，酷點創意設計部門經理，魔羯座女子，性格務實，沈穩，喜怒不外顯。 儘管內心好惡分明，但對人處事上仍然有一定的圓滑度，善於計畫，一旦做好計畫，就會堅持忍耐直到完成。因從事設計工作，據審強大美能力，喜歡簡潔俐落高質感的打扮，渾身充滿雅痞氣質。母親在她十多歲時拋棄家庭與父親離婚，弟弟不務正業時常出包讓她收拾。他們家陰盛陽衰，父親較為疼愛弟弟，總認為弟弟只是運氣差，家宜是運氣好，卻沒注意到家宜花了多少的努力才得到今日的成就，這常讓家宜氣結，而父親的排斥、偏心也讓她離家越來越遠。家宜的愛情則是老天給她的另一個意外，他本計畫30歲前結婚、生子、擁有美滿家庭，但男友鐘鳴卻拋下她去國外工作，婚姻就這麼延遲下來，歷經情傷，35歲的家宜重新振作，替自己的人生重新做了規劃，她不再期待愛情，務實的準備相親結婚，就在此時，她在相親飯局中認識了不請自來的呂士傑，兩人因而展開了一段情緣……                       |
| 謝祖武 | 鐘鳴   | 37歲，酷點創意設計部總監，性格幽默活潑，圓滑會說話，瀟灑、聰明有品味，很會經營自己的外貌，是個藝術氣息很強烈的人。 鐘鳴是家宜的前男友，在與家宜交往時，專業能力、企圖心都強的家宜讓鐘鳴感覺有壓力，最讓鐘鳴受不了的是家宜心中對於人生的計畫表，知道家宜想在30歲前結婚的他，一不想太早被束縛住，二害怕自己無法掌握家宜。因此對家宜總是若即若離。最後終於分手，鐘鳴轉而到中國發展，在那裡遇到了未婚妻李芯彤，李芯彤父親正好是家宜公司的董事之一，芯彤對鐘鳴一見鍾情，鐘鳴看上芯彤的家世背景，在不愛芯彤的狀況下向芯彤求婚，之後一場意外發生，瀕死的過程讓鐘鳴認清自己的最愛仍是家宜，毅然決然對芯彤提出分手，回台灣接觸家宜，誰知家宜已經相親訂婚，不服輸的鐘鳴於是對家宜重新展開追求…… |
| 李至正 | 呂士傑 | 35歲，極美肌公司經理，性格聰明果斷，認真負責，處理問題冷靜俐落，只要大方向正確，不會在細節上鑽牛角尖，是個有魄力、執行力、會面對問題、解決問題、不拘小節的人。 十歲時父母親生意失敗鉅額負債自殺死亡，呂士傑感覺自己被父母親拋下，內心一直非常孤單，當時親友無人願意出面養育士傑，士傑被送到育幼院中長大。於是士傑從小就會看人臉色，知道生存的不容易，也懂得體諒人。徐家姊妹是育幼院一起成長的青梅竹馬，高中後，士傑與姊姊佩君成為男女朋友，兩人一路交往到大學，呂士傑愛屋及烏，對佩君的妹妹佩文也很照顧，卻不知道佩文竟然也喜歡上自己。佩文性格狡猾，周旋在呂士傑與姊姊佩君之間，造成佩君誤會士傑劈腿，兩人瀕臨分手，後佩君知道自己受佩文欺騙，急想挽回，卻在騎車找士傑的路途上車禍身亡，佩君的死成為士傑內心的陰影，士傑自覺對不起佩君，更對害佩文成為真正的孤兒感到欠疚，卻不知道佩君死亡背後，藏著一個重大的秘密。 |
| 小蠻   | 徐佩文 | 28歲，孤兒，性格倔強、好強，有燥鬱症。 從小因為孤兒的身份，在學校受到同學欺凌，讓她學會強悍，其實她內心特別脆弱敏感，別人只要刺激到她的自尊，她就會記恨。對孤兒出身感到自卑，認為是不是自己不夠好才會被母親拋棄，也因此強烈的缺乏安全感。曾經為了不想拖累士傑哥而決定自殺，送醫洗胃後被救回。士傑對她而言，不只是想緊緊抓住的愛情，更是唯一的親情依靠。在遇見祐華後，慢慢把士傑哥從心裡放下並漸漸看開；後與祐華產生淡淡情愫。 |

### 其他演員
| 演員   | 角色            | 介紹 | 登場集數 |
| 王為   | 梁俊峰 （小梁） | 居酒屋老闆，專賣日式料理，性格陽光開朗。 | 1        |
| 陳禕倫 | 廖中漢          | 37歲，極美肌公司職員，士傑學長、合夥人。 | 1        |
| 常立琳 | 李芯彤          | 28歲，鐘鳴未婚妻，富家千金，貴婦名媛，自傲自負，是父親的掌上明珠。                                                                               |          |
| 杜詩梅 | 許潔婷          | 33歲，奧思創意設計部組長，家宜閨蜜兼下屬。性格活潑、搞笑耍寶，有話直說，有時有點三八，但非常講義氣。                                             | 1        |
| 蔡阿炮 | 林高雄          | 65歲，家宜、佑華的爸爸，車床工廠領班退休，性格固執、愛喝酒。                                                                                     |          |
| 沈志明 | 林佑華          | 30歲，家宜的弟弟，嘴巴很甜長輩緣佳，眼高手低、異想天開、非常愛面子。喜歡佩文，默默在佩文身邊保護她；也在佩文人生最低潮、想自殺的時候陪伴她度過。 |          |

### 客串演出
| 演員   | 角色 | 介紹                                                                       | 登場集數 |
| 魏文良 |      | 原為奧思創意設計總監，鐘鳴被公司從海外調回加入後升為副總。                 | 1        |
| 趙正平 |      | 家宜的相親對象，希望結婚以後，未來的老婆能夠以家庭為重，盡量把家裡照顧好。 | 1        |
| 夏漢君 |      | 孫經理                                                                     |          |

## 電視劇歌曲
| 曲別   | 歌名                 | 演唱者 | 作詞   | 作曲     |
| 片頭曲 | 幸福的螺旋           | 朱俐靜 | 范宇宏 | 劉子樂   |
| 插曲   | 找回自己             | 謝沛恩 | 戴蕙心 | 戴蕙心   |
| 插曲   | 坦然                 | 曾沛慈 | 盧宛芬 | LGF Seto |
| 片尾曲 | 如果世界只剩下你和我 | 吳汶芳 | 吳汶芳 | 吳汶芳   |

## 收視率

### 民視
| 日期           | 集數 | 收視率 | 收視排名 | 備註   |
| -------------- | ---- | ------ | -------- | ------ |
| 2015年11月15日 | 1    | -      | 3        |        |
| 2015年11月22日 | 2    | －     | －       |        |
| 2015年11月29日 | 3    | －     | －       |        |
| 2015年12月6日  | 4    | －     | －       |        |
| 2015年12月13日 | 5    | －     | －       |        |
| 2015年12月20日 | 6    | －     | －       |        |
| 2015年12月27日 | 7    | －     | －       |        |
| 2016年1月3日   | 8    | －     | －       | 最終回 |
| 平均收視率     |      |        |          |        |

- 同時段偶像劇：台視《愛上哥們》、中視《必娶女人》、東森綜合台《致，第三者》/《我的30定律》、三立都會台《舞吧舞吧在一起》
- 由AGB尼爾森調查，調查範圍是四歲以上收看電視之觀眾。

## 場景
- 頂尚66飯店
- 熊燒Bar餐酒館
- 台北內湖街頭
- 台北J12 Café
- 合輝建設 新都悅
- 震旦21世紀大樓
- Stay & Go Coffee
- 璟都建設 帝一莊
- 綠房Green House餐廳
- T2 KITCHEN&BAR美式餐廳

## 製作團隊
- 導演：羅至中
- 副導：施姿伊、陳楀安
- 編劇：王昭華
- 統籌：胡新沛
- 監製：陳怡婷、周君琳
- 總監製：郝孝祖
- 製作人：徐嘉森、吳金瑛
- 攝影指導：魏思傑
- 美術指道：朱寵勛
- 美術執行：蔡佳鴻
- 現場執行：蔡至偉
- 製作公司：魔力時代傳媒股份有限公司
- 協拍單位：
- 冠名贊助單位：IWS艾維士租車

## 外部連結
- 官方网站－民視
- 星座愛情魔羯女的Facebook專頁

| 臺灣 民視無線台 每週日 22:00 - 23:30            | 臺灣 民視無線台 每週日 22:00 - 23:30            | 臺灣 民視無線台 每週日 22:00 - 23:30 |
| ----------------------------------------------- | ----------------------------------------------- | ------------------------------------ |
|                                                 | 星座愛情魔羯女 （2015年11月15日－2016年1月3日） |                                      |
| 星座愛情水瓶女 （2015年8月30日－2015年11月8日） | 新娘嫁到 （2016年1月10日－2016年4月10日）       |                                      |

| 臺灣 WINHD戲劇台 每週日 22:00 - 23:30           | 臺灣 WINHD戲劇台 每週日 22:00 - 23:30           | 臺灣 WINHD戲劇台 每週日 22:00 - 23:30 |
| ----------------------------------------------- | ----------------------------------------------- | ------------------------------------- |
|                                                 | 星座愛情魔羯女 （2015年11月15日－2016年1月3日） |                                       |
| 星座愛情水瓶女 （2015年8月30日－2015年11月8日） | 新娘嫁到 （2016年1月10日－2016年4月10日）       |                                       |

| 臺灣 龍華偶像台 每週日 20:30 - 21:55            | 臺灣 龍華偶像台 每週日 20:30 - 21:55             | 臺灣 龍華偶像台 每週日 20:30 - 21:55 |
| ----------------------------------------------- | ------------------------------------------------ | ------------------------------------ |
|                                                 | 星座愛情魔羯女 （2015年11月22日－2016年1月10日） |                                      |
| 星座愛情水瓶女 （2015年9月6日－2015年11月15日） | 哇！陳怡君 （2016年1月17日－2016年1月24日）      |                                      |

| 香港 Now觀星台 星期一至五 20:30 - 22:00     | 香港 Now觀星台 星期一至五 20:30 - 22:00                  | 香港 Now觀星台 星期一至五 20:30 - 22:00 |
| ------------------------------------------- | -------------------------------------------------------- | --------------------------------------- |
|                                             | 星座女人系列 - 魔羯座 （2016年11月24日 - 2016年12月5日） |                                         |
| 必娶女人 （2016年11月3日 - 2016年11月23日） | 愛你的時間，7000天 （2016年12月6日 - 2016年12月23日）    |                                         |